# خالص، سپید، مرگ‌آور
خالص، سپید و مرگبار (به انگلیسی: Pure, White and Deadly) کتابی است در سال ۱۹۷۲ توسط جان یودکین، متخصص تغذیه بریتانیایی و رئیس سابق تغذیه در کالج ملکه الیزابت لندن منتشر شد. این اولین نشریه ای بود که توسط دانشمندی منتشر شد که اثرات نامطلوب سلامتی، به ویژه در رابطه با چاقی و بیماری قلبی، افزایش مصرف قند را پیش‌بینی کرد. در زمان انتشار، یودکین در پانل مشاوره کمیته وزارت بهداشت بریتانیا در مورد جنبه‌های پزشکی سیاست غذا و تغذیه (COMA) عضو بود. وی قصد خود از نگارش این کتاب را در پاراگراف آخر فصل اول بیان کرد: امیدوارم وقتی این کتاب را خواندید شما را متقاعد کرده باشم که شکر واقعاً خطرناک است.
این کتاب و نویسنده در آن زمان با انبوهی از انتقادات مواجه شد، به‌ویژه از سوی صنعت شکر، تولیدکنندگان مواد غذایی فرآوری‌شده، و آنسل کیز، فیزیولوژیست آمریکایی که به نفع محدود کردن چربی‌های غذایی، نه قند، بحث می‌کرد و تلاش می‌کرد کار یودکین را به سخره بگیرد. در سالهای بعد، مشاهدات یودکین پذیرفته شد.در سال ۲۰۰۹ یک سخنرانی در مورد اثرات قند بر سلامتی توسط رابرت لوستیگ، متخصص غدد درون ریز کودکان آمریکایی، در فضای مجازی منتشر شد. علاقه بعدی منجر به کشف مجدد کتاب یودکین و احیای شهرت او شد.
دو نسخه دیگر از کتاب منتشر شد که دومین نسخه پس از مرگ یودکین در سال ۱۹۹۵ بود. یک نسخه توسعه یافته در سال ۱۹۸۶ ظاهر شد که توسط خود یودکین اصلاح شد تا شواهد تحقیقاتی بیشتری را شامل شود. در سال ۲۰۱۲ این کتاب توسط پنگوئن بوکس با مقدمه جدیدی توسط رابرت لوستیگ مجدداً منتشر شد تا بازتاب دهنده زمینه تغذیه ای تغییر یافته‌ای باشد که کتاب به ایجاد آن یاری رسانده‌است.

## خلاصه کتاب

### نسخه ۱۹۷۲

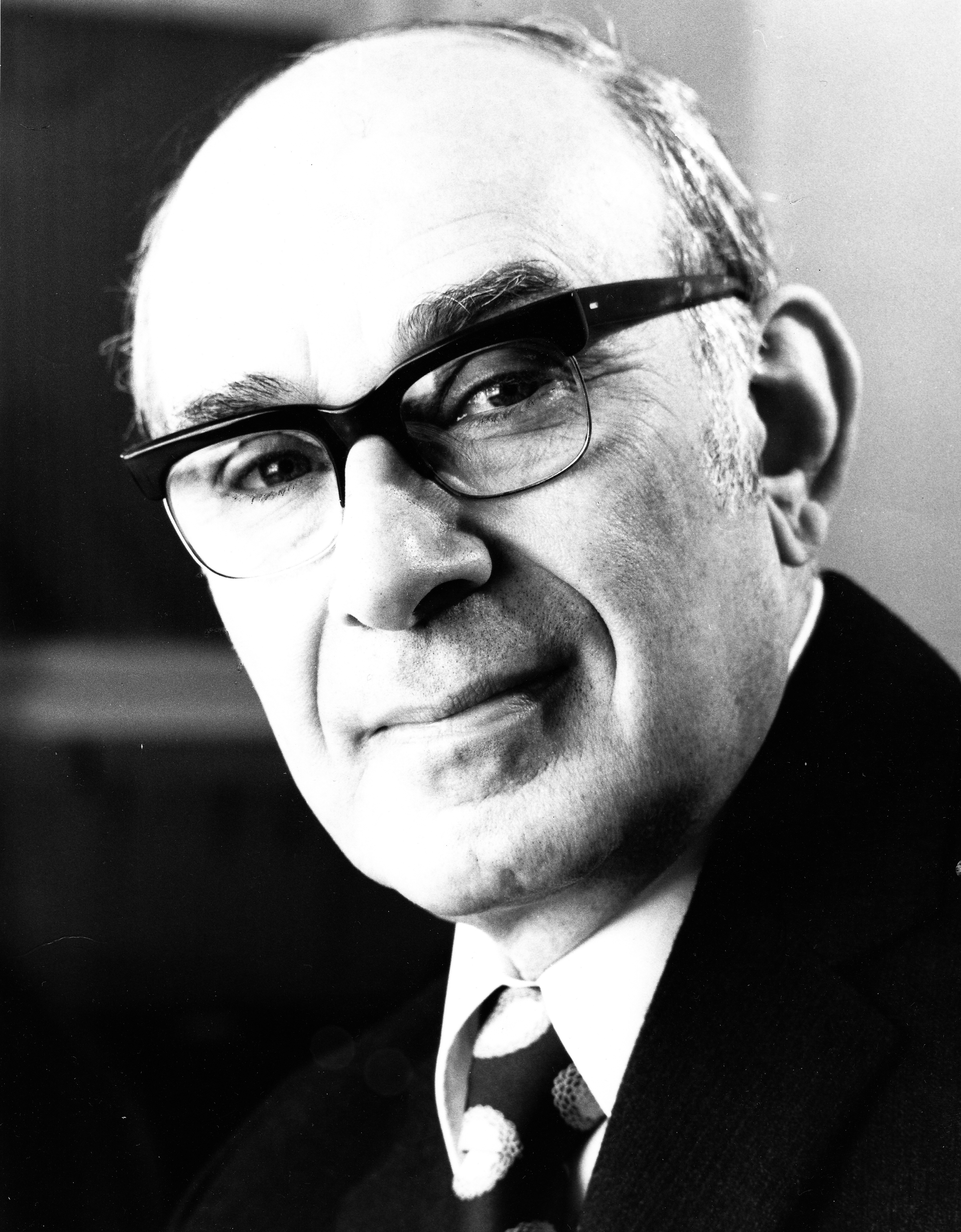
جان یودکین، ۱۹۷۰

این کتاب برای اولین بار در سال ۱۹۷۲ در نیویورک توسط ناشر پیتر اچ. وایدن با عنوان شیرین و خطرناک منتشر شد و چند هفته بعد در لندن توسط دیویس-پوینتر با عنوان خالص، سفید و مرگبار: مشکل قند منتشر گشت. خالص، سفید و مرگبار برای نسخه‌های بعدی استفاده شد و عنوانی است که کتاب با آن شناخته شد.
در زمان انتشار، به‌طور کلی پذیرفته شد که افزایش نگران کننده اخیر در بروز بیماری عروق کرونر قلب (CHD) به دلیل مصرف بیش از حد چربی حیوانی است. یودکین معتقد بود که این دیدگاه اشتباه است و در عوض، یکی از دلایل مهم CHD مصرف بیش از حد قند (به عنوان مثال ساکاروز) است. به‌طور کلی تر، او استدلال کرد، مصرف بیش از حد ساکاروز باعث ایجاد اختلال متابولیک می‌شود که چندین نتیجه نامطلوب دارد.
نویسنده با تأکید بر تضاد بین نشاسته و ساکاروز، این مورد اولیه را بیان می‌کند که ساکاروز یک غذای خطرناک است. هر دوی اینها کربوهیدرات هستند، اما نشاسته به عنوان یک جزء عمده غلات (مانند برنج، گندم و ذرت)، حبوبات و چند گیاه ریشه مانند سیب زمینی وجود دارد، در حالی که ساکاروز به مقدار زیاد در نیشکر، چغندرقند و میوه‌های رسیده وجود دارد. . قبلاً فکر می‌شد ساکاروز و نشاسته به روش‌های مشابهی متابولیزه می‌شوند و بنابراین از تغذیه قابل تعویض هستند، اما شواهد جدیدتر نشان داده بود که متابولیسم آنها تفاوت معنی داری دارد. نیاز به کربوهیدرات به عنوان جزئی از رژیم غذایی را می‌توان به‌طور کامل با نشاسته (اغلب به شکل نان یا ماکارونی) که در بدن به گلوکز تجزیه می‌شود، برآورده کرد. از طرف دیگر ساکاروز که به مقادیر مساوی گلوکز و فروکتوز تجزیه می‌شود، حتی در مقادیر کم نیز جزء ضروری رژیم غذایی نیست. تاریخ تکاملی نشان می‌دهد که اجداد ما قبل از دوران نوسنگی رژیمی می‌خوردند که عمدتاً از گوشت تشکیل شده بود، با مقداری مغزها، توت‌ها، برگ‌ها و سبزیجات ریشه‌دار، و می‌توان فرض کرد که طعم میوه‌های شیرین به این دلیل ایجاد شد که مردم را به منبع غنی ویتامین هدایت می‌کرد. C، یک ماده مغذی ضروری است.
توسعه کشاورزی در دوران انقلاب نوسنگی (از سال ۱۳۹۴). ۱۰۰۰۰ سال قبل از میلاد) منجر به افزایش زیادی در مصرف نشاسته شد که بشریت به خوبی با آن سازگار شد. در مقابل، تنها از اوایل قرن نوزدهم است که روش‌های کشت نیشکر و چغندرقند را به میزان زیادی بهبود بخشید، و فناوری تصفیه را بهبود بخشید، و باعث شد که ساکاروز به راحتی در دسترس و به‌طور قابل‌توجهی ارزان شود. یودکین به این تحولات به عنوان جدایی خوش طعم از ارزش غذایی اشاره می‌کند.  در نتیجه مقدار مصرف در ۱۵۰ سال گذشته حدود ۵۰ برابر افزایش یافته‌است، به طوری که ساکاروز به‌طور فزاینده ای نه تنها در خانه و در کافه‌ها بلکه توسط سازندگان نوشابه‌ها و به عنوان یک عامل شیرین کننده برای بسیاری از مواد اولیه استفاده می‌شود. غذاهای آماده نوع بشر زمانی برای سازگاری با این تغییر بسیار سریع نداشته‌است. نتیجه سه مشکل اولاً، برخلاف گلوکز که در سراسر بدن متابولیزه می‌شود، فروکتوز تولید شده از تجزیه ساکاروز تقریباً منحصراً در کبد متابولیزه می‌شود، جایی که بیشتر آن به چربی تبدیل می‌شود. ثانیاً، از آنجایی که افراد تا ۳۰ درصد از کالری دریافتی روزانه خود را به عنوان ساکاروز مصرف می‌کنند، غیرمعمول نیست، این مصرف باعث حذف غذاهای مطلوب تر می‌شود و گاهی اوقات می‌تواند منجر به کمبود برخی مواد مغذی شود. ثالثاً، از آنجایی که بسیاری از مردم ساکاروز را اشتها آور می‌دانند، اغلب بیش از کالری مورد نیاز مصرف می‌شود و در نتیجه منجر به چاقی می‌شود.
نویسنده سپس به شواهدی می‌پردازد که نشان می‌دهد مصرف ساکاروز با برخی اختلالات خاص غیر از چاقی مرتبط است. برخی از این شواهد اپیدمیولوژیک و برخی تجربی هستند. هر دو نوع محدودیت‌هایی دارند که نویسنده در فصلی به نام آیا می‌توانید آن را اثبات کنید به آن پرداخته‌است؟ اما هر دو به شدت نشان دهنده دخالت ساکاروز در اتیولوژی CHD و آنچه قبلاً دیابت شروع بلوغ (دیابت نوع ۲) نامیده می‌شد، هستند.
شواهد اپیدمیولوژیک مبنی بر نقش ساکاروز در CHD در سال ۱۹۵۷ شروع به جمع‌آوری کرد. در آن سال یودکین نشان داد که مقایسه داده‌های چند کشور نشان‌دهنده ارتباط بین مرگ و میر عروق کرونر و مصرف ساکاروز است و ارتباط با مصرف ساکاروز قوی‌تر از مصرف چربی است. مطالعات بعدی در آفریقای جنوبی و اسرائیل نشان داد که جمعیت‌های فرعی که از نظر تاریخی فقط مقادیر کمی ساکاروز مصرف می‌کردند نسبت به افرادی که مقادیر زیادی ساکاروز مصرف می‌کردند، CHD بسیار کمتری داشتند، اما با افزایش مصرف ساکاروز، بروز CHD در آنها نیز افزایش یافت. شواهد تجربی از مطالعات حیوانی نشان داد که مصرف رژیم غذایی غنی از قند منجر به تغییرات بیوشیمیایی مرتبط با CHD می‌شود، مانند افزایش تری گلیسیرید خون، افزایش چسبندگی پلاکت‌ها و تجمع چربی در کبد. نتایج مشابه برخی از اینها در افراد انسانی یافت شد.
شواهد اپیدمیولوژیک به‌طور مشابه به مصرف بیش از حد قند به عنوان یک عامل مؤثر در ایجاد دیابت نوع ۲ اشاره کرد. مانند قبل، شواهد بر مقایسه بین کشورهای مختلف در بروز دیابت نوع ۲ و مصرف ساکاروز، و همچنین بر تفاوت‌های درون کشوری بین جمعیت‌های فرعی که ساکاروز کمتر یا بیشتر مصرف می‌کردند، متکی بود. علاوه بر این، در کشورهای توسعه یافته، افزایش مصرف ساکاروز که در چند دهه گذشته اتفاق افتاده بود، به موازات افزایش بروز دیابت نوع ۲ بود. آزمایش‌ها با موش‌ها نشان داد که تغذیه ساکاروز منجر به اختلال در تحمل گلوکز می‌شود (نتایج در مورد افراد انسانی مبهم‌تر بود). نویسنده چندین بیماری دیگر را ذکر می‌کند که معتقد بود در اثر مصرف ساکاروز ایجاد می‌شود یا آن را تشدید می‌کند: سوء هاضمه (سوء هاضمه)، پوسیدگی دندان، درماتیت سبورئیک، تغییر در ضریب انکسار چشم، و اشکال مختلف سرطان. به استثنای پوسیدگی دندان، هیچ‌یک از این شرایط به اندازه CHD و دیابت نوع ۲ ارتباط قوی با مصرف ساکاروز نشان ندادند.
چگونه مصرف ساکاروز منجر به این اثرات مضر می‌شود؟ برای پوسیدگی دندان پاسخ روشن است: به دکستران تبدیل می‌شود که بسیار چسبنده است و باعث رشد باکتری‌های تولیدکننده اسید می‌شود. برای اثرات متابولیک عمومی که منجر به CHD و/یا دیابت نوع ۲ می‌شود، نویسنده پیشنهاد می‌کند که تغییرات در میزان تولید انسولین یا حساسیت بدن به آن ممکن است یکی از اثرات اولیه مصرف بیش از حد ساکاروز باشد. این پیشنهاد نشان دهنده شناخت گسترده متعاقب مقاومت به انسولین و سندرم متابولیک و وضعیتی است که به عنوان بیماری کبد چرب غیر الکلی (NAFLD) شناخته می‌شود. اعتقاد بر این است که NAFLD ناشی از تجمع چربی در کبد است - اغلب در نتیجه ساکاروز اضافی رژیم غذایی.
فصلی به نام شکر باید ممنوع شود نشان می‌دهد که دیر یا زود قوانینی برای جلوگیری از مصرف این همه ساکاروز مورد نیاز خواهد بود (این بار نشان دهنده مالیات صنعت نوشیدنی‌های غیرالکلی بریتانیا یا «مالیات قند» است). یودکین کتاب خود را با نمونه‌هایی از روش‌هایی که سازمان‌های مرتبط با صنعت شکر و تولیدکنندگان غذاهای فرآوری شده که از شکر استفاده می‌کنند، به دنبال دخالت در تحقیقات او یا انتشار آن بودند، به پایان می‌رساند.

### چاپ ۱۹۸۶
چهارده سال پس از انتشار اولین کتاب خالص، سفید و مرگبار، یودکین تصمیم گرفت که این کتاب از جنبه‌های مهم منسوخ شده‌است و در سال ۱۹۸۶ نسخه جدیدی را منتشر کرد تا نتایج تجربی جدیدتری را در خود جای دهد. نسخه ۱۹۸۶ مراجع بسیار بیشتری دارد و فهرست بسیار کامل تری دارد. در فصل ۱۲ از نسخه جدید (آیا می‌توانید آن را ثابت کنید؟) او در مورد چندین آزمایش با افراد انسانی نوشت که در آنها مصرف چربی با کاهش چربی حیوانی دستکاری شده بود. نتایج فرضیه چربی را تأیید نکرده بود. فصل ۱۴ (شکر بخورید و ببینید چه اتفاقی می‌افتد) آزمایش‌های بیشتری را از بخش یودکین در کالج ملکه الیزابت، هم با حیوانات آزمایشی و هم با داوطلبان انسانی که از رژیم‌های غذایی غنی از قند تغذیه می‌کردند، تشریح کرد. فصل ۱۷ (مجموعه ای از بیماری‌ها) بخش جدیدی را در مورد بیماری کبد معرفی کرد.
گنجاندن این نتایج اضافی یکی از دلایلی است که چرا نسخه جدید (منتشر شده توسط وایکینگ در سال ۱۹۸۶ و توسط پنگوئن در سال ۱۹۸۸) به‌طور قابل ملاحظه ای طولانی‌تر از نسخه قبلی خود است. علاوه بر این، نویسنده مقدار زیادی از مطالب را در فصل‌های ۳، ۴ و ۵ نسخه ۱۹۷۲ تنظیم و گسترش داد، به طوری که این سه فصل (که عمدتاً به شیمی ساکاروز، روش‌های تولید آن، و تفاوت بین رنگ سفید مربوط می‌شود. و شکر قهوه ای) حالا هفت شد. در فصل آخر، یودکین مثال‌های اضافی زیادی از راه‌هایی که تحقیقات او و انتشار نتایجش توسط صنعت قند و سازمان‌های تحت تأثیر آن با مشکل مواجه شده بود، ارائه کرد.

### نسخه ۲۰۱۲
نسخه ۲۰۱۲ توسط پنگوئن با عنوان خالص، سفید و مرگبار منتشر شد: چگونه شکر ما را می‌کشد و چه کاری می‌توانیم انجام دهیم تا آن را متوقف کنیم. متن یودکین با متن نسخه ۱۹۸۶ یکسان است. علاوه بر این، نسخه جدید مقدمه ای از رابرت لوستیگ دارد، که مستقل از یودکین، برخی از اثرات مضر ساکاروز، به ویژه در علت‌شناسی چاقی در دوران کودکی را کشف کرده بود. این نسخه خالص، سفید و مرگبار به آلمانی و کره ای ترجمه شده‌است.

## پذیرایی
پس از تقریباً نیم قرن، مشخص شد که کتاب خالص، سفید و مرگبار کتابی متحول کننده بود، هم به این دلیل که درک علمی شکر را دوباره شکل داد و هم به دلیل تحریک اقدامات عملی برای کاهش قند. استقبال اولیه بسیار متفاوت بود. برای چندین دهه پس از انتشار اولیه کتاب در سال ۱۹۷۲، با وجود فروش و ترجمه آن (به فنلاندی، آلمانی، مجارستانی، ایتالیایی، ژاپنی و سوئدی)، استدلال‌های یودکین نه تنها توسط صنایع غذایی، بلکه توسط بسیاری از همتایان علمی او رد شد. به دلیل تأخیر طولانی ناشی از مخالفان (که در زیر در قسمت رد توضیح داده شده‌است)، و زمانی که دیگران به آرامی اهمیت شکر را درک کردند (توصیف شده در بخش انتقال)، شکر تنها در سال‌های اولیه به عنوان ماده غذایی اصلی مورد توجه جهانی ظاهر شد. قرن بیست و یکم

### طرد شدن
زمانی که Pure, White and Deadly برای اولین بار منتشر شد، یودکین یکی از اعضای پانل رژیم غذایی و بیماری‌های قلبی عروقی کمیته جنبه‌های پزشکی سیاست غذایی (COMA) بود که در آن زمان نهاد اصلی مشاوره علمی در مورد تغذیه برای دولت بریتانیا بود. این فرصتی ایده‌آل برای تبدیل علم به سیاست به نظر می‌رسید. در این صورت، همکاران یودکین در پانل استدلال‌های او را نپذیرفتند، بنابراین او یک «یادداشت رزرو» مختصری برای گزارش نهایی نوشت که نشان می‌داد آنها توجه زیادی به چربی و کم توجهی به ساکاروز داشته‌اند.
این که برای اولین بار از یک پانل COMA خواسته شد تا بیماری قلبی عروقی را در نظر بگیرد، خود نشانه ای از تغییراتی بود که Pure, White و Deadly به آن توجه داشت. با کاهش محرومیت‌های زمان جنگ و رونق کشورهای صنعتی، رژیم غذایی تغییر کرد و تمرکز تغذیه نیز تغییر کرد - از بیماری‌های ناشی از کمبود تا مشکلات افراطی، چیزی که یودکین آن را «بیماری‌های تمدن» نامید.
در بسیاری از کشورها، دولت‌ها و سازمان‌های پزشکی شروع به انتشار توصیه‌های غذایی کردند. برخی از آنها شکر را در میان نگرانی‌های خود قرار دادند، اما بدون اشاره خاصی به خالص، سفید و مرگبار، یا اصلاً به Yudkin. چربی موضوع اصلی باقی ماند. بررسی ۱۰۰ گزارش تغذیه بین‌المللی تا سال 1991 نشان داد که ۷۰ مورد شامل اهداف کمی برای چربی و تنها ۲۳ مورد برای قند بودند.
در بریتانیا، گزارش COMA در سال ۱۹۸۴ در مورد رژیم غذایی و بیماری‌های قلبی عروقی به Pure, White and Deadly یا Yudkin اشاره ای نکرد. و علیرغم انتشار بسیار گسترده کتاب در سال ۱۹۸۶ با شواهد جدید، پانل جداگانه COMA در مورد «قندهای غذایی و بیماری‌های انسانی» در سال 1989 به صراحت هرگونه ارتباط بین قند و چاقی، دیابت نوع ۲ یا بیماری قلبی را رد کرد.
اولین گزارش WHO در مورد «رژیم غذایی، تغذیه و پیشگیری از بیماری‌های مزمن» در سال ۱۹۹۰، نقش قند را در ایجاد پوسیدگی دندان تأیید کرد، اما نه در چاقی یا CVD. به کیز ارجاع داده شد اما به یودکین اشاره نشد. به‌طور مشابه، نسخه ۱۹۹۴ گزارش COMA در مورد بیماری‌های قلبی عروقی 414 مرجع را فهرست می‌کند، اما خالص، سفید و مرگبار را در میان آنها شامل نمی‌شود.

### انتقال
برای عموم مردم، مهم‌ترین پیشرفت، محبوبیت روزافزون رژیم‌های کم کربوهیدرات از اواسط دهه ۱۹۹۰ به بعد بود. اینها یک حس عمومی ایجاد کردند که چیزی در مورد شکر مضر است و مردم باید کمتر از آن بخورند.
رژیم‌های کم کربوهیدرات در آن زمان به شدت با رابرت اتکینز مرتبط بود، او یک متخصص قلب بود که از طرف همتایان پزشکی‌اش طرد شد. اما بسیاری دیگر تغییراتی را در این موضوع تولید کردند، از جمله آرتور آگاتستون، بری سیرز، لزلی کنتون، پاتریک هولفورد و جنی برند-میلر. این روند در قرن بیست و یکم به اشکال مختلف از جمله رژیم‌های غذایی کتوژنیک و پارینه سنگی ادامه دارد. یودکین از این پیشرفت قدردانی چندانی دریافت نکرد، حتی با وجود اینکه او پنج کتاب در مورد کاهش وزن منتشر کرده بود، که همه آنها بر محدودیت قند تأکید داشتند، از سال ۱۹۵۸ تا ۱۹۹۰، قبل از نوشتن هر یک از رژیم‌های غذایی کم کربوهیدرات محبوب. (برای کتابشناسی به ورودی جداگانه ویکی‌پدیا در مورد جان یودکین مراجعه کنید).
عدم شناخت مشابهی در جامعه علمی وجود داشت. همان‌طور که دیدیم، از اولین نسخه Pure, White and Deadly به بعد، یودکین توجه را به «اختلال متابولیک» ناشی از مصرف بیش از حد قند، یعنی تأثیر آن بر تولید انسولین یا حساسیت افراد به آن جلب کرد. اما جرالد ریون، یکی دیگر از متخصصان پزشکی آکادمیک بود که کارش تحقیقات و توجه بالینی به انسولین را برانگیخت و بعدها به عنوان «پدر مقاومت به انسولین» شناخته شد. ریون همچنین این وضعیت را به پیامدهای سلامتی گسترده‌تر، از جمله بیماری قلبی، در آنچه در آن روزهای اولیه به عنوان "سندرم X" (که اکنون به‌طور رسمی به عنوان سندرم متابولیک شناخته می‌شود) مرتبط دانست.
همچنین سازمان‌های غیردولتی حامی سلامت مواد غذایی در طول دهه ۱۹۹۰ بیشتر نمایان شدند و آگاهی در مورد مشکلات رژیم غذایی را افزایش دادند. برخی به ویژه در مورد شکر فعال بودند - به ویژه مرکز علوم در منافع عمومی (CSPI) در ایالات متحده و اقدام و اطلاعات در مورد قندها (AIS) در بریتانیا، که اکنون با برجسته‌تر Action on Sugar (AoS) جایگزین شده‌است. اما حتی این گروه‌ها هم به Pure, White and Deadly یا به Yudkin اشاره عمومی چندانی نکردند.
در طول این دوره، هم رسانه‌های چاپی و هم رسانه‌های پخش، پوشش روزافزونی به شکر دادند. اما تنها اثرگذارترین مقاله، داستان جلدی دربارهٔ بحث قند و چربی توسط گری تابز در مجله نیویورک تایمز در سال 2002. کار او همچنین روزنامه نگاران دیگر، از جمله نویسندگان آشپزی، را تشویق کرد که مقالاتی در مورد شکر منتشر کنند. امروزه مقالات، ستون‌ها و برنامه‌های مربوط به شکر در همه جا حاضر شده‌اند و تعداد آنها بسیار زیاد است. مقاله ویکی‌پدیا در مورد جان یودکین شامل ارجاعاتی به چندین مقاله در مورد «خالص، سفید و مرگ‌بار» در مطبوعات پزشکی و مطبوعات رسمی تا سال ۲۰۱۶ است. نمونه جدیدتر، Fat لابی نداشت، در دسامبر ۲۰۱۷ در مجله Süddeutsche Zeitung Magazin ظاهر شد.
مورد در حال توسعه علیه شکر همچنین در نسخه 2003 WHO «رژیم غذایی، تغذیه و پیشگیری از بیماری‌های مزمن» آشکار شد، که تشخیص داد دلایل خوبی برای محدود کردن مصرف شکر به کمتر از ۱۰٪ از کل کالری وجود دارد، نه فقط به دلیل پوسیدگی دندان، اما «فقط به دلایل تغذیه ای». این دلایل به‌طور خاص شامل چاقی بود. مناقشه بعدی با صنعت غذا بر سر استراتژی جهانی برای دستیابی به این هدف نقطه عطفی برای برخی از شرکت‌ها بود که متوجه شدند شکر و محصولات شیرین اکنون به‌طور غیرقابل تغییری در دستور کار تغذیه قرار دارند.
موفقیت واقعی در سال ۲۰۰۹ با سخنرانی «شکر: حقیقت تلخ» توسط رابرت لوستیگ، متخصص غدد اطفال، که در یو تیوب پخش شد و تقریباً هشت میلیون بار مشاهده شد، رخ داد. مشارکت لوستیگ از چند جهت قابل توجه بود. اول، توجه عمومی را به پرونده علمی جدی علیه شکر جلب کرد. همچنین نگرانی‌های تغذیه ای در مورد قند فراتر از چاقی را به همه بیماری‌های سندرم متابولیک گسترش داد. سرانجام، نقشی را که یودکین در این تاریخ طولانی ایفا کرده بود، تشخیص داد و از این رو الهام‌بخش اصلی برای انتشار مجدد Pure, White and Deadly در سال ۲۰۱۲ بود که لوستیگ مقدمه‌ای برای آن نوشت. در حالی که لوستیگ به‌طور مستقل به درک بالینی خود از شکر رسید، در اعتراف به بدهی خود به یودکین، سخاوتمندتر از هر کارمند علمی قبلی بود. لوستیگ مقدمه‌اش را با Pure, White and Deadly به پایان می‌رساند: «من مفتخرم که شاگرد یودکین هستم و در احیای کار و شهرت او و کمک به پیشرفت میراث و پیام بهداشت عمومی او کمک می‌کنم. هر دانشمندی بر شانه‌های غول‌ها می‌ایستد. برای مردی با قد و هیکل نسبتاً کوچک، دکتر جان یودکین واقعاً یک غول بود.

### تأیید
دو کتاب اصلی موضوع توسعه یافته توسط یودکین را در نظر گرفته‌اند: شانس چربی توسط رابرت لوستیگ (انتشارات خیابان هادسون، ۲۰۱۳) و پرونده علیه شکر نوشته گری تابز (آلفرد ای. ناپف، ۲۰۱۷). این دو کتاب به دعوت یودکین در خالص، سفید و مرگبار برای کاهش قابل توجه مصرف شکر شتاب داده‌اند.
در سال‌های اخیر، اکثر تولیدکنندگان بزرگ چندملیتی غذا و نوشیدنی، اجرای برنامه‌های «سلامت و تندرستی» را آغاز کرده‌اند که در میان سایر اقدامات، سبد محصولات خود (هزاران محصول) را برای کاهش شکر بازبینی و فرموله می‌کنند. نستله، یونیلور، دانون، جنرال میلز، کلوگ، مارس، کرافت هاینز، موندلز و دیگران چنین برنامه‌هایی دارند، و همچنین مهم‌تر از همه، کوکاکولا و پپسی کو.
نتایج در بین شرکت‌ها، بازارها و دسته‌های محصول متغیر است و اغلب به عنوان ناکافی یا بسیار کند مورد انتقاد قرار می‌گیرد. اما فرمول مجدد قابل توجه در غذاها معمولاً سالها طول می‌کشد. آنها باید به تدریج و به‌طور نامحسوس انجام شوند تا به انتظارات مردم شوک وارد نشوند و مشتریان ثابت را با خود همراه کنند. به عنوان مثال، Heinz UK، پاسخ دهنده اولیه به نگرانی‌های تغذیه ای، از سال ۱۹۸۶ به تدریج قند را در محدوده خود کاهش داده‌است و هنوز هم این کار را انجام می‌دهد. کاهش قند در غذاهای بازار انبوه یک فرایند دگرگون کننده است که زمان زیادی طول خواهد کشید.
برنامه‌ها و سیاست‌های دولت در مورد شکر نیز در حال تغییر است. پیش از این، هدف اجماع برای مصرف شکر ۱۰ درصد کالری بود. در سال ۲۰۱۵، کشور زادگاه یودکین، بریتانیا، هدف ۵ درصد از انرژی رژیم غذایی را تعیین کرد، و WHO این را یک «توصیه مشروط» برای همه کشورها اعلام کرد.
سیاست‌های صریح ضد شکر در حال اجرا است. بارزترین تظاهرات مالیات بر «نوشیدنی‌های شیرین شده با شکر» بوده‌است. در زمان نگارش این مقاله، حدود ۵۹ کشور نوعی هزینه برای نوشیدنی‌های شیرین اتخاذ کرده‌اند. این هنوز یک اقلیت در میان دولت‌های ملی است، اما تعداد آنها در حال افزایش است.
اثربخشی آنها متفاوت است. در بسیاری از موارد هزینه‌ها ناچیز است، داده‌های مربوط به فروش و مصرف ناقص است و در نتیجه تأثیرات آن مورد مناقشه است. قوی‌ترین تا به امروز دوباره در بریتانیا است، با مالیات صنعت نوشابه. ساختار آن نه سرکوب مصرف، بلکه تحریک مجدد فرمول بندی بود؛ بنابراین به شکل «مالیات» بر تولیدکنندگان بود، نه مالیات غیر مستقیم در سطح خرده فروشی. مؤثر بود: بیشتر نوشیدنی‌های بازار انبوه برای فرار از مالیات، محتوای قند خود را کاهش داده‌اند.
بریتانیا همچنین برنامه ای را برای کاهش محتوای قند در غذاهای شیرین محبوب (بیسکویت، غلات صبحانه، کیک، شکلات، بستنی، شیرینی، پودینگ، شیرینی‌های قندی، پخش‌های شیرین و ماست) آغاز کرده‌است. هنوز خیلی زود است که بگوییم آیا این کار مؤثر خواهد بود یا خیر - بسیاری از محصولات با قند پایین هنوز در حال توسعه هستند و در غذاها بیشتر از نوشیدنی‌ها، فرمولاسیون مجدد فرآیندی طولانی است. و باید دید که چه تعداد آیتم از نظر تجاری موفق خواهند بود، که پیش نیاز موفقیت فرمول مجدد به عنوان یک استراتژی بهداشت عمومی است.
از قضا، مهم‌ترین معیار تأثیر فزاینده یودکین از خود صنعت قند گرفته شده‌است. در سال ۱۹۶۴، با آگاهی از استدلال‌های او حتی قبل از انتشار Pure, White و Deadly، دو تولیدکننده بزرگ شکر در بریتانیا (AB Sugar و Tate & Lyle) دفتر شکر (بعدها Sugar Nutrition) را برای ارائه استدلال‌های متقابل علمی در مورد سلامت راه اندازی کردند. اثرات شکر در سال ۲۰۱۶، با تشخیص اینکه بحث عمومی از بین رفته‌است، آن را تعطیل کردند.

### نفوذ
اگرچه مصرف بیش از حد شکر به عنوان یک مسئله مهم سلامتی شناخته شده‌است، اما احتمالاً برای دهه‌های آینده یک مشکل باقی خواهد ماند. شیوع چاقی در بیشتر کشورهای توسعه یافته همچنان بالاست. همچنین در بسیاری از جوامع در حال توسعه، حتی در جوامعی که کمبودهای گسترده دارند، در حال افزایش است، جایی که «بار مضاعف» سوء تغذیه را ایجاد می‌کند. تاکنون، «هیچ کشوری موفق نشده‌است همه‌گیری چاقی خود را در تمام گروه‌های سنی تغییر دهد». بار بیماری، چه در کشورهای ثروتمند و چه در کشورهای فقیر، به سمت «بیماری‌های غیرواگیر»، از جمله بیماری‌های سندرم متابولیک مرتبط با قند، تغییر کرده‌است.
از دیدگاه جهانی، مصرف شکر نیز از طریق رشد در آسیا و آفریقا در حال افزایش است و هند بزرگ‌ترین مصرف‌کننده جهان در مقادیر مطلق است. با وجود تمام تلاش‌های دولت، ممکن است حتی در بریتانیا هم سقوط نکند. تخمین میزان مصرف واقعی مشکل است، زیرا نظرسنجی‌های رژیم غذایی به دلیل «کم گزارش دهی» دارای نقص هستند.
جای تعجب نیست که تولید شکر به موازات آن افزایش می‌یابد، نه تنها از طریق نیشکر و چغندر بیشتر، بلکه به دلیل افزایش تولید شربت ذرت با فروکتوز بالا / ایزوگلوکز، ساخته شده از سایر محصولات نشاسته ای مانند ذرت و گندم. در واقع، علیرغم توجه به سیاست‌های جدید برای کنترل تقاضا برای شکر، سیاست‌های کشاورزی و بازرگانی همچنان به تحریک تولید آن ادامه می‌دهد. با این وجود، برنامه‌های اصلاحی دولت‌ها و شرکت‌ها باید در درازمدت، مصرف را به تدریج کاهش دهد.
یکی از پیامدهای تأکید بر فرمول مجدد، تحریک توسعه مواد غذایی جدید است که ممکن است به جای شکر استفاده شود، به ویژه در تغییرات فنی دشوارتر در غذاها. اینها فراتر از شیرین کننده‌های «مصنوعی» آشنا هستند و شامل شیرین کننده‌های «طبیعی» جدید، پلی ال‌های برتر، دکسترین‌های بهتر، الیگو/پلی ساکاریدهای بهبود یافته، پروتئین‌های شیرین، تقویت کننده‌های طعم، اصلاح کننده‌های گیرنده‌های طعم و حتی اشکال جدید خود قند می‌شوند. در نتیجه، محصولات جدید به بازار انبوه با محتویات قند بسیار کاهش یافته یا حتی بدون شکر ممکن است گسترده شوند.